# La-Roque-en-Provence
La-Roque-en-Provence (in italiano: Roccasterone di Grassa, desueto) è un comune francese di 65 abitanti situato nel dipartimento delle Alpi Marittime della regione della Provenza-Alpi-Costa Azzurra. Fino al 2016 era conosciuto come Roquestéron-Grasse.

## Geografia fisica
La-Roque-en-Provence sorge sulla sponda destra del Esterone, lungo un'ansa del fiume. Sulla riva opposta si estende il comune di Roquestéron. È situato a 57 km a nord-ovest  di Nizza.

## Storia
Il villaggio si sviluppò attorno alla rocca costruita sul colle che la sovrasta. Con la fine dei vari conflitti che interessarono la regione e la conseguente crescita demografica il borgo si sviluppò anche sulla sponda sinistra dell'Esterone.
In virtù del tratto di Torino del 1760 tra la Francia e il Regno di Sardegna il confine tra i due paesi, sino ad allora molto tortuoso, venne rettificato e fissato lungo il fiume Esterone. Il villaggio si ritrovò così separato dalla frontiera, la sponda sinistra era infatti sarda, mentre quella destra francese. La frontiera scomparve esattamente un secolo più tardi, con l'annessione di Nizza alla Francia.

### Simboli
Il 13 gennaio 2023 il comune di La-Roque-en-Provence ha adottato un nuovo stemma.
Il nuovo stemma sostituisce il precedente che era: D'azzurro, al monte scosceso di cinque vette d'argento, movente dalla punta.

## Società

### Evoluzione demografica
Abitanti censiti